# هاسابدال (آماسیه)
هاسابدال (به ترکی استانبولی: Hasabdal) یک منطقهٔ مسکونی در ترکیه است که در آماسیه واقع شده‌است. هاسابدال ۱۰۲ نفر جمعیت دارد.